# 엡스타인-바 바이러스
엡스타인-바 바이러스(Epstein-Barr virus, EBV)는 헤르페스바이러스과의 바이러스들 중 사람을 감염시키는 9가지 바이러스중에 하나이다. 사람에서 가장 흔히 발견되는 바이러스들 중 하나이다.
감염성 단핵구증의 가장 큰 원인이다. 비악성 전암 및 버킷 림프종, 혈구탐식성 림프조직구증, 호지킨 림프종 등의 악성 엡스타인-바 바이러스 연관 림파구증식 질병의 원인이 되기도 한다. 림프구와 무관하게 위암, 비인두암을 일으키기도 하고, 인간면역결핍 바이러스와 함께 구강모백반증이나 중추신경계통 림프종을 일으키기도 한다. 소아에게 앨리스 증후군과 급성소뇌성 실조증을 일으키며, 피부근염, 전신 홍반성 루푸스, 류머티스 관절염, 쇼그렌 증후군, 다발성 경화증 등 자가면역질환을 일으키기도 한다. 매년 20만 이상의 암이 이 바이러스로 인해 발생한다.
침이나 생식기 분비액으로 전염될 수 있다.
대부분은 심각한 증상으로 발전하기 전에 후천 면역을 획득한다. 미국에서 조사한 결과 만 5세 이하의 어린이들 중 절반이, 성인들 중 90%가량이 이전에 감염된 흔적을 가지고 있는 것으로 나타났다. 유아의 경우 어머니로부터 받은 항체의 보호가 사라지면 바로 취약해진다. 많은 어린이들이 이 바이러스에 감염되지만 대부분 경미하고 짧은 증상만을 보인 뒤 정상으로 돌아간다. 청소년기에 감염될 경우 35~50%가 감염성 단핵구증을 앓는다.
면역계의 B세포와 상피세포를 감염시킨다. 초기 용균성 감염이 면역계에 의해 적절하게 통제된 후에는 B세포에 잠복하여 평생을 살아간다.

## 증상
어린이의 경우 대부분 증상을 나타내지 않지만, 청소년인 성인이 되어서 처음 감염된 경우 피로, 발열, 인후염, 목의 임파선염, 비장종대, 간비대, 발진 등의 증상이 나타난다.

## 바이러스학

엡스타인-바 바이러스의 구조도

### 구조와 유전체
바이러스는 122에서 180nm의 직경을 가지며, 17만 2천개의 염기쌍과 85개의 유전자를 보유한 DNA를 유전체로 가진다. 유전체는 캡시드로 둘러싸여 있으며, 이는 다시 지질로 구성된 바이러스 외피로 둘러싸여 있다. 이 외피에는 당단백질이 붙어 있어 바이러스 침입을 돕는다.

### 친화성
바이러스의 친화성이란 그 바이러스가 특정 조직에 잘 감염되는 성질을 말한다. 엡스타인-바 바이러스의 경우 B세포와 상피 세포에 주로 감염된다.
gH, gL, gp42의 세 가지 단백질로 구성된 당단백질 복합체의 gH와 gL은 상피 조직 세포와 융합하는 것을 촉진하며, 이 복합체 전체는 B세포의 막과 바이러스 외피가 융합되는것을 촉진한다. B세포 내부에서 조립된 바이러스는 gH gL gp42 복합체를 비교적 적게 가지고 있는데, 이는 B세포의 소포체에 있는 사람 백혈구 항원 MHC 2군에 의해 분해되기 때문이다. 이와 대조적으로 상피 세포에서 증식한 바이러스는 세 가지 구성 단백질을 모두 갖추고 있다. 그 결과 B세포에서 만들어진 바이러스는 상피 세포에, 상피 세포에서 만들어진 바이러스는 B세포에 더 잘 감염되는 현상이 생긴다. gp42단백질이 없는 바이러스는 B세포에 결합할 수는 있으나 감염시키지는 못한다.